# Linda Bousbaa
Linda Bousbaa, née le 29 octobre 1991 à Nancy (Meurthe-et-Moselle), est une joueuse française de basket-ball.

## Biographie
Espoir à Montpellier, on lui propose un rôle de meneuse remplaçante qu'elle décline pour aller s'aguerrir deux saisons en Ligue 2 avant retrouver la Ligue féminine.
Engagée par Tarbes à l'été 2012 en doublure de Gabriela Ocete, l'arrivée de Joyce Cousseins-Smith la prive de tout temps de jeu. Elle signe fin novembre 2012 en Ligue à Roche Vendée. Après 12 rencontres à 5 points (36,1% d'adresse), 1,4 rebond et 1,2 passe décisive de moyenne, elle signe à l'intersaison pour le Pays d'Aix relégué en Ligue 2. Non conservée à Aix après une saison à 5,5 points et 2,3 passes décisives, elle est recrutée en cours de saison par François Gomez pour rejoindre La Tronche-Meylan en Nationale 1 féminine.
En juin 2015, elle signe avec le club de Ligue 2 du Havre.

## Clubs
| Saisons   | Équipe                                              | Pays   |
| 2008-2010 | Basket Lattes Montpellier Agglomération             | France |
| 2010-2011 | Dunkerque-Malo grand littoral basket club (Ligue 2) | France |
| 2011-2012 | Limoges ABC (Ligue 2)                               | France |
| 2012-2012 | Tarbes Gespe Bigorre                                | France |
| 2012-2013 | Roche Vendée Basket Club (Ligue 2)                  | France |
| 2013-2014 | Pays d'Aix Basket 13 (Ligue 2)                      | France |
| 2014-2015 | La Tronche-Meylan                                   | France |
| 2015-2016 | AL Aplemont Le Havre (Ligue 2)                      | France |
| 2016-2017 | dnp (blessure)                                      |        |
| 2017-2018 | FCL Feytiat Basket (NF1)                            | France |

## Palmarès
- 5e au Championnat d'Europe 2011 avec l'équipe de France de basket-ball féminin des 20 ans et moins.
- Médaillée d'or au Championnat d'Europe 2007 avec l'équipe de France de basket-ball féminin des 16 ans et moins.